# Classe R (sous-marin italien)
Pour les articles homonymes, voir Classe R.
La classe R ou classe Romolo est une classe de sous-marins cargos construits pour la Marine royale italienne (en italien : Regia Marina) pendant la Seconde Guerre mondiale.
Ils ont été conçus comme des sous-marins de blocus pour le transport de marchandises de grande valeur de l'Europe vers le Japon et vice-versa. L'Europe occupée par l'Axe manquait de matériaux stratégiques tels que le tungstène, l'étain et certains produits de base comme le caoutchouc.

## Histoire
Dans la dernière partie de la Seconde Guerre mondiale, lorsque l'Italie et l'Allemagne ont compris que l'idée d'une guerre rapide et descendante n'était alors qu'une illusion, le problème fondamental était de se procurer des ressources telles que des matériaux pour l'industrie militaire. Le seul pays allié capable de fournir les matériaux nécessaires était le Japon, qui à l'époque avait étendu son contrôle jusqu'à Singapour.
Le seul moyen capable de naviguer entre l'Italie et Singapour sur des milliers de kilomètres de mer dominée par les Alliés semblait être le sous-marin. Cependant, les sous-marins de guerre n'avaient pas une portée suffisante pour atteindre leur destination, à l'exception de la classe Ammiragli. Plus important encore, ils manquaient d'espace pour embarquer les matériaux nécessaires.
Au printemps 1943, certains sous-marins de guerre, stationnés à Betasom à Bordeaux, ont été modifiés pour leur permettre de transporter 150 tonnes de matériel, une quantité dérisoire, mais il était impossible de faire mieux, ce qui limitait grandement leur capacité de guerre. Les sous-marins sont partis de Bordeaux en reculant fortement, à tel point que s'ils devaient effectuer une plongée rapide, ils devraient effectuer cette manœuvre en marche arrière.
Afin de résoudre ce problème de manière plus utile, la Regia Marina a chargé l'ingénieur Virginio Cavallini de concevoir un sous-marin capable de transporter au moins 600 tonnes de matériel. Le résultat a été le plus grand sous-marin jamais construit en Italie: avec 2000 tonnes de déplacement. Douze unités ont été commandées pour former une classe appelée "R", 6 unités devant être construites à Tarente, 3 à Muggiano et 3 à Monfalcone. Ces sous-marins étaient équipés de quatre cales situées au milieu du navire, munies de trappes et de puits de cargaison amovibles,.

## Caractéristiques
Les sous-marins de la classe R déplaçaient 2 155 tonnes en surface et 2 560 tonnes en immersion. Les sous-marins mesuraient 86,5 mètres de long, avaient une largeur de 7,86 mètres et un tirant d'eau de 5,34 mètres. Ils avaient une profondeur de plongée opérationnelle de 800 mètres. L'équipage se composait de 7 officiers et 51 sous-officiers et marins. Ils avaient une capacité de chargement de 600 tonnes.
Le système de propulsion était de type conventionnel, avec deux moteurs diesel TOSI pour la navigation de surface, d'une puissance totale de 2 600 chevaux-vapeur (1 900 kW), chacun entraînant un arbre d'hélice. En immersion, chaque hélice était entraînée par un moteur électrique Marelli de 450 chevaux-vapeur (336 kW). Ces moteurs électriques étaient alimentés par une batterie d'accumulateurs au plomb composée de 216 éléments. Ils pouvaient atteindre 13 nœuds (24 km/h) en surface et 6 nœuds (11 km/h) sous l'eau. En surface, la classe R avait une autonomie de 12 000 milles nautiques (22 000 km) à 9 noeuds (17 km/h); en immersion, elle avait une autonomie de 110 milles nautiques (200 km) à 3,5 noeuds (6,2 km/h).
Les sous-marins étaient uniquement armés pour l'autodéfense avec trois canons anti-aériens légers Breda 20/65 Mod. 1935 de 20 millimètres
Certains sous-marins ont pu être équipés d'une paire de tubes lance-torpilles internes de 45 cm (17,7 in) à l'avant et à l'arrière.

## Unités
| Regia Marina - Classe R, | Regia Marina - Classe R,                           | Regia Marina - Classe R, | Regia Marina - Classe R, | Regia Marina - Classe R, | Regia Marina - Classe R,                                                                            |
| Sous-marin               | Chantier                                           | Début de construction    | Lancement                | Entrée en service        | Destination finale                                                                                  |
| ------------------------ | -------------------------------------------------- | ------------------------ | ------------------------ | ------------------------ | --------------------------------------------------------------------------------------------------- |
| Romolo                   | Cantieri navali Tosi di Taranto (Tosi), Tarente    | 21 juillet 1942          | 21 mars 1943             | 19 juin 1943             | Disparu le 18 août 1943                                                                             |
| Remo                     | Cantieri navali Tosi di Taranto (Tosi), Tarente    | 5 septembre 1942         | 28 mars 1943             | 19 juin 1943             | Coulé par le sous-marin HMS United (P44) le 15 juillet 1943.                                        |
| R 3                      | Cantieri navali Tosi di Taranto (Tosi), Tarente    | 1er mars 1943            | 7 septembre 1946         |                          | Remis inachevé à la Marine le 14 novembre 1946, mis au rebut en 1947                                |
| R 4                      | Cantieri navali Tosi di Taranto (Tosi), Tarente    | 1er mars 1943            | 30 septembre 1946        |                          | Remis inachevé à la Marine le 14 novembre 1946, mis au rebut en 1947                                |
| R 5                      | Cantieri navali Tosi di Taranto (Tosi), Tarente    | 25 mars 1943             |                          |                          | Travaux suspendus le 8 janvier 1944, mis au rebut au chantier naval                                 |
| R 6                      | Cantieri navali Tosi di Taranto (Tosi), Tarente    | 25 mars 1943             |                          |                          | Travaux suspendus le 8 janvier 1944, mis au rebut au chantier naval                                 |
| R 7                      | Cantieri Riuniti dell'Adriatico (CRDA), Monfalcone | 1er mars 1943            | 31 octobre 1943          |                          | Repris par la Kriegsmarine comme UIT-4, coulé le 25 mai 1944 lors d'un raid aérien sur Monfalcone   |
| R 8                      | Cantieri Riuniti dell'Adriatico (CRDA), Monfalcone | 1er mars 1943            | 28 décembre 1943         |                          | Repris par la Kriegsmarine comme UIT-5, coulé le 20 avril 1944 lors d'un raid aérien sur Monfalcone |
| R 9                      | Cantieri Riuniti dell'Adriatico (CRDA), Monfalcone | 6 mars 1943              | 27 février 1944          |                          | Repris par la Kriegsmarine comme UIT-6, coulé le 16 mars 1945 lors d'un raid aérien sur Monfalcone  |
| R 10                     | Odero-Terni-Orlando (OTO), La Spezia               | 24 février 1943          | 13 juillet 1943          |                          | Repris par la Kriegsmarine comme UIT-1, coulé par son équipage le 24 avril 1945                     |
| R 11                     | Odero-Terni-Orlando (OTO), La Spezia               | 10 mars 1943             | 6 juillet 1944           |                          | Repris par la Kriegsmarine comme UIT-2, coulé par son équipage le 24 avril 1945                     |
| R 12                     | Odero-Terni-Orlando (OTO), La Spezia               | 13 mai 1943              | 29 septembre 1944        |                          | Repris par la Kriegsmarine comme UIT-3, coulé par son équipage le 24 avril 1945                     |

Seuls deux sous-marins ont été livrés à temps, le Romolo et le Remo des chantiers Cantieri navali Tosi di Taranto (Tosi) à Tarente, tous deux coulés lors de leur première mission.
Aucun des autres (du R 3 au R 12) n'a été achevé. Plus précisément :
- dans les chantiers navals de Tarente, les R 3 et R 4 (tous les deux, pose de la quille le 1er mars 1943), R 5 et R 6 (tous les deux, pose de la quille le 25 mars 1943); les deux premiers ont été lancés respectivement les 7 et 30 septembre 1946, puis mis au rebut, contrairement aux R 5 et R 6 qui n'ont même pas été lancés[7].
- trois sous-marins du Monfalcone: les R 7, R 8 et R 9, tous déposés le 1er mars 1943, dont la construction se poursuivit après la prise par les Allemands en conséquence de l'armistice du 8 septembre 1943 (Armistice de Cassibile): le R 7 et le R 9 furent lancés le 31 octobre 1943 et le R 8 le 28 décembre de la même année. Ils furent tous coulés le 25 mai 1944 et mis au rebut en 1946[7].
- à La Spezia, la première unité déposée, le 24 février 1943, est le R 10, suivi le 10 mars par le R 11 et enfin par le R 12 le 13 mai Le R 10 est le seul sous-marin de cette classe (à l'exception du Romolo et du Remo) à avoir été lancé avant l'armistice (le 13 juillet 1943), tandis que le R 11 et le R 12 sont lancés par les Allemands respectivement le 6 juillet et le 29 septembre 1944[7]. Les deux premiers ont été démantelés en 1947 (le R 11 après avoir été récupéré, car il a été sabordé  par lui-même le 24 avril 1945), tandis que le R 12 (qui avait été rebaptisé UIT-3 par les Allemands), également coulé dans le port de La Spezia, après avoir été récupéré a été utilisé comme dépôt de carburant avec le code GR-553 jusqu'à la démolition, survenue à Ortona en 1973[7].

La tourelle (kiosque) du R 12, toujours existante, bien qu'en mauvais état, est abandonnée dans une cour des Chemins de fer de l'État à Ortona.

## Source de la traduction
- (it) Cet article est partiellement ou en totalité issu de l’article de Wikipédia en italien intitulé « Classe R (sommergibile Italia) » (voir la liste des auteurs).